# Langatia setinerva
Langatia setinerva är en tvåvingeart som beskrevs av Albany Hancock och Drew 1995. Langatia setinerva ingår i släktet Langatia och familjen borrflugor. Inga underarter finns listade i Catalogue of Life.